# Ensete perrieri
Ensete perrieri, o plátano de Madagascar, es una especie de plátano que se encuentra exclusivamente en el oeste de Madagascar. El plátano de Madagascar está catalogado como especie en peligro crítico de extinción debido a la deforestación y el cambio climático. Algunos botánicos creen que el plátano de Madagascar es una fuente potencial de resistencia a la enfermedad de Panamá, que acabó con el plátano Gros Michel, y amenaza al plátano Cavendish, que es el principal plátano de comercio internacional.

## Descripción
El banano de Madagascar es un árbol herbáceo. Pierde todas sus hojas en la estación seca, quedando únicamente un pseudotallo de vainas foliares.
Un banano típico de Madagascar mide de 5 a 6 metros de alto, con un tronco hinchado en la base hasta formar un tubérculo grueso de 2,5 metros de circunferencia. Las raíces son blancas, cilíndricas y gruesas. El tallo está rodeado de vainas foliares persistentes y por ello adquiere el aspecto de un gran tronco hinchado en su base. Mide, en promedio, 2 metros de circunferencia en el cuello, 2,5 metros un poco más arriba (a una distancia de 50 centímetros (20 plg)), y solo 0,7 metros a nivel de las hojas inferiores.

## Usos
Debido a sus semillas grandes, no es apetecible para comer. Sin embargo, se cree que es posible cultivar plátanos comestibles junto con él. Un uso tradicional malgache del plátano en el suroeste de Madagascar es moler los tallos hasta convertirlos en polvo como tratamiento para el dolor de estómago.

## Taxonomía
Un espécimen fue recolectado en Betsiboka en 1905 por un botánico francés llamado Pierre Claverie, y se conserva en un herbario en el Museo Nacional de Historia Natural de Francia. El plátano de Madagascar debe su nombre al botánico francés Joseph Marie Henry Alfred Perrier de la Bâthie y originalmente se clasificó en el género Musa, pero luego fue reclasificado como Ensete por Ernest Entwistle Cheesman. El plátano de Madagascar es un pariente del plátano de Abisinia (Ensete ventricosum).

## Hábitat y cultivo
Los plátanos de Madagascar son originarios de los bosques tropicales secos del oeste de Madagascar, y en 2018, los botánicos del Real Jardín Botánico de Kew pensaron que solo quedaban tres árboles de plátano de Madagascar maduros conocidos, pero se han visto plántulas. El plátano de Madagascar tiene una característica genética que le permite ser resistente a las enfermedades. Los plátanos de Madagascar se pueden encontrar dentro de la reserva natural integral de Tsingy de Bemaraha.